# 联合国安全理事会第2321号决议
联合国安全理事会第2321号决议于2016年11月30日通过。该决议回顾了以往的相关决议包括第825、1540、1695、1718、1874、1887、2087、2094和2270号决议以及2006年10月6日(S/PRST/2006/41)、2009年4月13日(S/PRST/2009/7)和2012年4月16日(S/PRST/2012/13)主席声明。
决议继续强烈谴责朝鲜民主主义人民共和国持续进行的一系列核试验，特别是2016年9月9日进行的更大规模的核试验。决议加大了对朝鲜的煤炭出口和官员在外银行所设账号的限制。决议重申呼吁恢复六方会谈。
该决议案进一步完善了原有对朝鲜制裁决议，首次对屡次违反安理会核武器及导弹相关规定的朝鲜是否具有联合国成员国资格提出了质疑。

## 反应
美国常驻联合国代表萨曼莎·鲍尔在安理会的会议上说：“（朝鲜的）煤炭出口收入没有被用于帮助朝鲜人民，而是被用于进一步发展朝鲜政权非法的武器项目。”
聯合國秘書長潘基文30日在投票後表示，「盡最大努力保證制裁措施的完全執行，是每個成員國義不容辭的責任。」
中国常驻联合国代表刘结一在决议通过后说，今年9月9日，朝鲜民主主义人民共和国不顾国际社会普遍反对，再次进行核试验，中国政府对此表示坚决反对。